# Nominalisme
El nominalisme és una postura filosòfica, crítica davant el platonisme, que es va desenvolupar a l'edat mitjana. Els universals (home, nació, planta, bondat) eren considerats només noms sense substància pels nominalistes. Aquest corrent de pensament afirmava que no són éssers ni entitats concrets, sinó meres abstraccions, sons de la veu ("Flatus Vocis"), paraules que anomenen a diversos individus indistintament i, per tant, n'hi ha únicament en el camp intel·lectual, no en la realitat. Els universals tenien, segons els nominalistes, una realitat lògica, no ontològica, com pretenien els universalistes, que eren anomenats realistes, ja que atorgaven als universals existència real. Els universals, segons els realistes, són anteriors i estan fora de les coses.
Amb això, els realistes seguien Plató i la seva doctrina de les idees arquetípiques. Per als nominalistes, el fet de suposar l'existència d'aquests universals significava limitar el pensament i el poder de Déu. Segons la seva doctrina, només tenien existència real els individus o les entitats particulars. Això plantejava un dilema teològic seriós, perquè, per al dogma cristià, Pare, Fill i Esperit Sant constitueixen una unitat indivisible. D'acord amb els nominalistes -argumentaven els seus opositors- caldria concebre el Pare, el Fill i l'Esperit Sant com a tres divinitats diferents. L'ortodòxia es va oposar vivament al nominalisme. D'altra banda, l'argumentació realista comentava que, si els universals no tenien existència real, tampoc no era possible imposar lleis generals als homes, i sobretot, la llei divina.
Filòsofs nominalistes van ser Roscelin de Compiègne (s. XI) i Guillem d'Occam (segle xiv). Joan Duns Escot (s. XIII), Guillem Champeaux (s. XI-XII) i Bernard de Chartres (s. XII), que van defensar l'antecedent del realisme. En termes molt generals, es pot dir que el pragmatisme i el positivisme lògic de la modernitat deriven del nominalisme medieval.
Hem d'afegir una postura intermèdia que és l'anomenat realisme moderat, en el qual es troba Tomàs d'Aquino: diferencia essència d'existència, i troba la primera en relació de potència amb la segona, de manera que els universals existeixen en l'intel·lecte per mitjà de l'abstracció, però adquireixen entitat real amb l'existència, per mitjà d'una causa agent. Un universal és més que un Flatus Vocis, verbalitza la veritat que ha captat l'enteniment per un hàbit natural incoat.